# Dwars door het Hageland femenina
La Dwars door het Hageland femenina (lit. A través del Hageland) és una cursa femenina de ciclisme d'un dia que es celebra a Bèlgica des de l'any 2021. Està integrada dins el calendari femení de l'UCI com a cursa 1.1 a partir del 2022; el primer any fou categoria 1.1.
Es disputa anualment pels voltants d'Aarschot (Brabant Flamenc). La primera vencedora fou la neerlandesa Chantal van den Broek-Blaak.

## Palmarès
| Any  | Vencedor                    | Segon                   | Tercer           |
| ---- | --------------------------- | ----------------------- | ---------------- |
| 2021 | Chantal van den Broek-Blaak | Christine Majerus       | Lorena Wiebes    |
| 2022 | Ilaria Sanguineti           | Christina Schweinberger | Femke Markus     |
| 2023 | Lotte Kopecky               | Christina Schweinberger | Pfeiffer Georgi  |
| 2024 | Lucinda Brand               | Karlijn Swinkels        | Mischa Bredewold |
| 2025 |                             |                         |                  |